# 분자생물학
분자생물학(分子生物學, 영어: molecular biology)은 분자 수준에서의 생명 현상을 이해하고 그것이 우리가 눈으로 보는 생명 현상과 어떻게 연결되는가를 규명하는 학문이다.
1953년 제임스 왓슨과 크릭이 DNA의 이중 나선을 발견한 시점에서 분자생물학이 탄생했다고 볼 수 있으며. 이후 분자생물학은 생화학과 유전학의 영역을 흡수해가며 급격하게 성장해왔다. 현대 생물학은 기본적으로 분자생물학을 배경으로 하고 있다. 세포 내 또는 세포 간에 이루어지는 여러 가지 형태의 상호 작용들을 해석하는 과정을 기본으로 한다. 현재는 인간유전체분석사업(human genome project)이 끝나고, 이 정보를 기반으로 해 다양한 접근 방법이 시도되고 있다.

## 다른 생물학 분야들과의 관계

Schematic relationship between biochemistry, genetics, and molecular biology

분자생물학 연구자들은 분자생물학 특유의 기법을 사용한다(뒤의 기술부분을 참고). 유전학, 생화학의 다양한 기법들과 아이디어들을 융합시켜 발전해나가고 있다.
이들 분야 사이에 정확한 구분을 짓는다는 것은 사실 불가능하다. 위의 도표는 세 분야의 관계를 도식적으로 나타낸 것이다. 아래 설명을 참고하며 살펴보기를 권한다.
- 생화학은 살아있는 유기체에서 일어나는 생명 활동 과정과 그 속에 존재하는 화학물질에 대해 다룬다. 특히 생화학자들은 생체분자의 구조, 기능, 역할에 중점을 두고 연구한다. 예를 들자면 생체 내에서 활성을 띠는 분자들의 합성과정을 연구하는 것이 대표적이다.

- 유전학은 개체간 유전학적인 차이를 다룬다. 대개 이러한 차이는 돌연변이 연구를 통해서 밝혀진다. 여기서 돌연변이란 정상적인 개체(야생형)와 비교하여 하나 이상의 기능적 요소가 결핍되거나 과잉 보유한 상태를 말한다.

- 분자생물학은 유전체의 복사, 전사 및 번역 과정 전체에서 분자적 기반을 연구하는 학문이다. 이 분야의 주된 연구는 센트럴도그마(central dogma)의 흐름에 따른다. DNA의 전사로 인해 RNA가 되고 이것의 번역과정을 통해 최종적으로 단백질이 만들어지는 과정을 일컫는 센트럴도그마이론은 최근 새롭게 밝혀지고 있는 RNA의 기능에 의해 조금씩 수정되고 있다.

대부분의 분자생물학 연구는 정량분석을 거친다. 최근 컴퓨터 공학의 도입으로 개척된 생체정보학등 컴퓨터를 이용한 자동화된 연구 환경이 편리하게 작업을 도와준다. 2000년대 게놈프로젝트에 의해 부각된 분자 유전학(유전자의 구조와 기능을 밝히는 분야)이 현재 가장 활발한 분자생물학의 하위 분야이다.
점점 더 많은 생물학 분야들이 분자에 많은 관심을 기울이고 있다. 세포생물학이나 발생학처럼 직접적으로 분자 자체를 연구하는 분야도 있고, 분자생물학의 연구 테크닉을 응용하여 간접적으로 분자를 다루는 진화생물학도 있다. 일례로 생물물리학에는 철저하게 분자생물학을 연구하는 것이 오랜 전통으로 남아있다.

## 분자생물학에서 사용되는 기법들
1950년대 후반에서부터 60년대에 이르러 마침내, 분자생물학자들은 세포 및 기관에서 분자수준의 구성물질 분리,정제 및 파악이 가능해졌다. 이러한 구성성분에는 유전암호로서 기능하는 DNA, DNA의 전사체인 RNA 그리고 단백질이 있다.

### Expression cloning
단백질의 기능을 알아내는 가장 기본적인 기법 중의 하나가 Expression cloning이다. 과정을 설명하자면 다음과 같은 특징을 갖는다. 먼저 목표 단백질의 아미노산 서열을 암호화하고 있는 DNA를 플라스미드에 복제한다(PCR을 이용하거나 제한 효소를 이용한다.).이렇게 만들어진 재조합 플라스미드를 expression vector 라 한다. 이 플라스미드는 목표 단백질의 생산을 유도하는데 쓰이는 특징적인 프로모터와 함께 삽입된 DNA가 플라스미드로부터 유실되지 않도록 도와주는 항생제 내성 유전자(antibiotic resistance markers)를 가질 수 있다. 이제 만들어진 플라스미드를 박테리아 또는 동물 세포에 도입한다. 박테리아에 플라스미드를 도입시키는 데는
- 형질전환(transformation)-DNA를 직접적으로 넣는 방법,
- 접합(conjugation)-세포 세포간 접촉을 통해
- 형질주입(transduction)-바이러스를 운반체로 사용.

이 세가지 방법이 사용된다. 동물세포와 같은 진핵세포의 경우에는 특별히 트랜스펙션(transfection)이라 부른다. 인산화칼슘(calcium phosphate) 트랜스펙션, 전기천공법(electrotransfection), 미세주입법(microinjection) 그리고 리포솜 주입법(liposome injection)등이 대표적인 트랜스펙션 방법이다. 또한 바이러스나 박테리아를 운반자로 사용하여 진핵세포에 DNA를 도입할 수도 있다. 후자의 경우 종종 박토펙션(bactofection)이라 불린다. 박토펙션에는 주로 Agrobacterium tumefaciens라는 박테리아가 사용된다. 도입된 플라스미드는 숙주의 게놈에 안정적으로 삽입될 수도 있지만 게놈과는 독릭접으로 떨어져서 존재할 수도 있다. 이 경우를 transient transfection이라 한다.
둘 중 어느 쪽이든, 목표 단백질을 암호화한 DNA는 숙주 세포 내에 존재하므로 지금부터 단백질은 발현 가능하다.
프로모터에 결합하여 유전자 발현을 도와주는 다양한 시스템과 특정 신호 전달 물질들이 모두 존재하므로 가능한 것이다.
일단 여기까지 진행되면 이제부터 연구자들은 숙주로부터 대량의 단백질을 추출한다.
연구자들은 추출한 단백질이 다양한 환경에서 활성을 나타내는지 알아보는 실험을 하며, 3차 구조의 연구를 위하여 결정을 만들기도 한다.
제약 산업에서는 목표 단백질에 작용하도록 개발된 신약의 성능을 알아보기도 한다.

### Polymerase chain reaction(PCR); 중합효소 연쇄 반응
PCR이라고 흔히 불리는 중합효소 연쇄 반응은 DNA를 복제할 때 매우 요긴하게 쓰이는 기법이다. 이 기술은 사람의 게놈과 같은 매우 복잡하며 양이 지극히 미량인 DNA 용액에서 연구자가 원하는 특정 DNA 단편만을 선택적으로 증폭시킬 수 있다. 또한 증폭에 필요한 시간이 2시간 정도로 짧으며, 실험 과정이 단순하고, 전자동 기계로 증폭할 수 있기 때문에, PCR과 여기서 파생한 여러 가지 기술은 분자생물학, 의료, 범죄 수사, 생물의 분류 등 DNA를 취급하는 작업 전반에서 지극히 중요한 역할을 담당하고 있다.

### Gel electrophoresis; 겔 전기 영동법
겔 전기 영동법은 겔 메트릭스에 전류를 흘려보내 DNA, RNA, 단백질 등을 분리하는 실험 방법이다. DNA, RNA 그리고 단백질들이 전하를 띠는 성질을 이용 전기장내에서 각각을 분리시키는 것이 기본 원리이다. 아가로즈(agarose)를 겔로 사용했을 경우에는 DNA와 RNA가 크기에 따라 분리가 된다. 단백질의 경우는 마찬가지로 크기에 따라 분리가 되지만 겔로 SDS-PAGE를 사용한다는 차이점이 있다. 또 다른 단백질 분리에는 단백질의 크기와 전하를 모두 이용해 분리하는 2D-gel electrophoresis 가 있다.

### Macromolecule blotting and probing; 고분자의 획득과 판별
고분자의 획득과 판별에는 southern, northern, western, eastern blotting이 사용된다. 기법들의 명명이 사방위에서 따온 것 같지만 사방위와는 연관이 없다. 최초로 생물학자 Edwin Southern이 DNA를 획득하는 방법으로서 자신의 이름을 따 개발한 Southern blotting 이후로, 비슷한 방법으로 Patricia Thomas가 RNA를 획득하는 방법을 개발한다. 이후로 이 기법은 Northern blotting으로 불리게 되었고 나머지 western, eastern blotting 역시 말장난에 의해 그렇게 불리게 되었다. 이후로 위 기법들을 복합하여 응용한 여러 가지 기법들이 나타났고 그것들의 명명 역시 위와 비슷하다. 그 예로는 southwestern(단백질-DNA 혼성), northwestern(단백질-RNA 상호작용을 밝힘), farwesterns(단백질간의 상호작용을 밝힘)등이 있다.

#### Southern blotting; 서던 블랏
개발자 Edwin Southern의 이름을 따서 명명된 Southern blotting은 DNA 샘플 속에 특정 서열이 존재하는지를 판별할 때 사용된다. 제한효소 처리한 DNA 샘플은 겔 전기 영동을 통해 분리된 후 모세관 현상을 통해 얇은 막으로 옮겨진다. DNA가 옮겨진 막에 특정 서열에 상보적인 탐침(probe)을 뿌린다. 만약 특정 서열이 샘플 내에 존재한다면 탐침과 결합하여 표지가 나타나게 된다. 표지에는 원래 방사성 동위원소를 이용했으나, 현재에는 대체재들이 몇몇 개발되어있다. DNA 샘플에서 바로 서열을 분석하는 PCR 등의 기법들이 존재하기 때문에 Southern blotting 자체는 실험실에서 그리 많이 쓰이지 않는다. 하지만 여전히 형질전환 쥐의 형질전환유전자(transgene) 복제 수를 측정하거나 배아줄기세포의 유전자 결여(knockout) 연구 등에 쓰이고 있다.

#### Northern blotting; 노던 블랏
서로 다른 RNA 샘플들 사이에서 특정 RNA의 발현 양상을 비교하는데 쓰이는 기법이 노던 블랏이다. RNA는 크기에 따라 전기 영동을 통해서 분리된 후 얇은 막으로 옮겨진다. 그 후 서던 블랏(Southern blot)과 마찬가지로 원하는 서열에 상보적인 탐침을 만들어 특정 서열의 존재와 양을 판별한다. 결과물로서 나타나는 밴드의 존재는 특정 서열이 존재함을 말해주고, 밴드의 두께를 통해 RNA의 양을 추정할 수 있다. 살아있는 조직에서 언제 그리고 어떤 조건에서 특정 유전자가 발현되는지를 아는 데 노던 블랏은 매우 유용하게 쓰인다.

#### Western blotting; 웨스턴 블랏
웨스턴 블랏(Western blot)이란 특정 단백질의 유무 또는 양을 알기 위해 수행하는 분석방법이다. 주로 단백질의 발현 여부를 알기 위해 사용한다. 서던블랏(southern blot)과 노던블랏(northern blot)이 DNA-DNA, DNA-RNA간의 특이성을 이용하는 데 반해 웨스턴 블랏은 단백질-단백질간의 특이성을 이용한다. 주로 항원-항체(Antigen-Antibody)반응을 이용한다

#### Eastern blotting; 이스턴 블랏
이스턴 블랏은 단백질의 번역 후 수정과정을 연구하는데 쓰이는 기법이다. 단백질을 PVDF 혹은 니트로셀룰로스(nitrocellulose)막에 옮긴 후 특이 기질을 이용하여 단백질의 특징을 알아낸다.

### Micro Array
마이크로어레이(Micro Array)에서 DNA 마이크로어레이는 슬라이드 글라스 따위의 판에 단일 가닥의 DNA 조각을 하나 하나 배열해 놓는 것이다. 그 모습이 마치 도서관에 책이 놓여있는 것과 유사해 DNA 도서관이라고 불린다. Array 기법의 사용으로 한 개의 작은 슬라이드 글라스 위에 엄청나게 많은 수의 작은 절편(직경이 100 마이크로미터 정도)을 올려놓을 수 있게 되었다. Array에 사용된 각 절편들은 특정 DNA 서열의 상보적으로 만들어진 것인데 이것은 서던 블랏의 원리와 유사하다. Array를 통해 특정 서열의 존재를 확인할 수 있는데, 그러기 위해서는 상보서열의 대상 DNA가 있을 것으로 추정되는 조직의 RNA를 가공해야 한다. 우선 조직에서 RNA를 획득한 다음 그 서열을 바탕으로 cDNA(complementary DNA)를 만들어야 한다. 그 후 만들어진 cDNA를 array 상에 뿌려주면, 상보서열과 결합하여 표시가 나타난다. 동일한 array를 여러 개 만들 수 있는데, 이것을 응용해 여러 개체간 유전자 발현 모습을 비교할 수 있다. 특히 암 조직과 정상 조직간의 비교가 암 연구에 큰 도움이 되고 있다.

### Allele Specific Oligonucleotide; 대립 형질 특이 올리고뉴클레오타이드
대립 형질 특이 올리고뉴클레오타이드(ASO)는 PCR이나 전기영동의 도움 없이 단일 염기 서열 돌연변이를 찾아낼 수 있는 기법이다. 20~25개 정도의 뉴클레오타이드로 이루어진 짧은 길이의 특수 표지된 탐침을 절단 되지 않은 DNA에 뿌려주면 혼성화가 된다. 탐침의 매우 짧은 길이 때문에 단일 염기 서열의 차이만으로도 혼성화는 잘 이루어지지 못한다. 이렇게 혼성화가 되지 못한 DNA는 씻겨지고 남겨진 탐침은 제거된다. 만약 혼성화가 이루어진다면, 형광 물질이나 방사성 원소로 표지된 탐침에 의해 실험자가 혼성화 된 것을 알 수 있디.

## 같이 보기
- 유전체학
- 생명공학기술
- 에너지 대사

## 연구 기관
- 유럽분자생물학연구소
  - EBI